# Marie Fall
Marie Fall, née le 2 avril 1998 à Juvisy-sur-Orge, est une joueuse de handball française évoluant au poste de pivot à l'OGC Nice Côte d'Azur Handball.

## Biographie
À l'été 2017, elle est retenue en équipe de France junior pour disputer le championnat d'Europe en Slovénie. L'équipe de France remporte la compétition en dominant la Russie en finale (31-26).
À l'été 2019, en l'absence de nombreuses titulaires laissées au repos et à l'occasion d'une large revue d'effectif, elle est retenue pour un stage de préparation avec l'équipe de France.

## Palmarès

### En club
compétitions nationales
- vice-championne de France en 2019 (avec OGC Nice)

### En sélection
autres
- championne d'Europe junior en 2017 en Slovénie